# 自己疎外
自己疎外（じこそがい）とは哲学用語のひとつ。
ヘーゲルの哲学においては存在が自己の本性を本来の外に出すことで、自己にとって疎遠な存在となることが自己疎外とされた。
マルクスの哲学では資本主義社会において、人間が本来的でなくなるということが自己疎外とされた。